# إنمان
إنمان (كارولاينا الجنوبية) (بالإنجليزية: Inman, South Carolina) هي مدينة تقع في الولايات المتحدة في مقاطعة سبارتنبرغ (كارولاينا الجنوبية).  يقدر عدد سكانها بـ 2,321 نسمة ومساحتها 2.4 كم2  وترتفع عن سطح البحر 305 متر.

## التركيبة السكانية
حدّد مكتب تعداد الولايات المتحدة بيانات التركيبة السكانية لإنمان في تعداد الولايات المتحدة. في ما يلي، التركيبة السكانية حسب تعدادي 2000 و2010.

### تعداد عام 2000
بلغ عدد سكان إنمان 1,884 نسمة بحسب تعداد عام 2000، وبلغ عدد الأسر 750 أسرة وعدد العائلات 486 عائلة مقيمة في المدينة. في حين سجلت الكثافة السكانية 414.1 نسمة لكل كيلومتر مربع (1,072.5/ميل2). وبلغ عدد الوحدات السكنية 829 وحدة بمتوسط كثافة قدره 182.2 لكل كيلومتر مربع (471.9/ميل2).
وتوزع التركيب العرقي للمدينة بنسبة 69.27% من البيض و27.76% من الأمريكيين الأفارقة و0.16% من الأمريكيين الأصليين و1.38% من الأمريكيين ذوي الأصول الآسيوية و0.74% من الأعراق الأخرى و0.69% من عرقين مختلطين أو أكثر و1.27% من الهسبانيون أو اللاتينيون من أي عرق.
بلغ عدد الأسر 750 أسرة كانت نسبة 35.5% منها لديها أطفال تحت سن الثامنة عشر تعيش معهم، وبلغت نسبة الأزواج القاطنين مع بعضهم البعض 42.1% من أصل المجموع الكلي للأسر، ونسبة 19.5% من الأسر كان لديها معيلات من الإناث دون وجود شريك،  بينما كانت نسبة 3.2% من الأسر لديها معيلون من الذكور دون وجود شريكة وكانت نسبة 35.2% من غير العائلات. تألفت نسبة 31.7% من أصل جميع الأسر من عدة أفراد يعيشون في نفس المنزل ونسبة 16.5% كانت تتألف من شخص يعيش بمفرده يبلغ من العمر 65 عاماً أو أكثر. وبلغ متوسط حجم الأسرة المعيشية 2.39، أما متوسط حجم العائلات فبلغ 3.03.
بلغ العمر الوسطي للسكان 38.4 عاماً. وكانت نسبة 25% من القاطنين تحت سن الثامنة عشر، وكانت نسبة 7.3% بين الثامنة عشر والرابعة والعشرين عاماً، ونسبة 27.7% كانت واقعةً في الفئة العمرية ما بين الخامسة والعشرين والرابعة والأربعين عاماً، ونسبة 19% كانت ما بين الخامسة والأربعين والرابعة والستين، ونسبة 16.3% كانت ضمن فئة الخامسة والستين عاماً فما فوق. يوجد لكل 100 أنثى 83.0 ذكر، ويوجد لكل 100 أنثى في الثامنة عشر من عمرها فما فوق 77.0 ذكر.
بلغ متوسط دخل الأسرة في المدينة 30,403 دولارًا، أما متوسط دخل العائلة فبلغ 40,298 دولارًا. وكان متوسط دخل الذكور 27,177 دولارًا مقابل 20,399 دولارًا للإناث. وسجل دخل الفرد الخاص بالمدينة 15,416 دولارًا. وكانت نسبة 8% من العائلات ونسبة 12.5% من السكان تحت خط الفقر، وكان من هؤلاء نسبة 10.6% تحت سن الثامنة عشر ونسبة 19.4% في الخامسة والستين من العمر وما فوق.

### تعداد عام 2010
بلغ عدد سكان إنمان 2,321 نسمة بحسب تعداد عام 2010، وبلغ عدد الأسر 989 أسرة وعدد العائلات 578 عائلة مقيمة في المدينة. في حين سجلت الكثافة السكانية 510.1 نسمة لكل كيلومتر مربع (1,321.2/ميل2). وبلغ عدد الوحدات السكنية 1,134 وحدة بمتوسط كثافة قدره 249.2 لكل كيلومتر مربع (645.4/ميل2).
وتوزع التركيب العرقي للمدينة بنسبة 68.94% من البيض و24.39% من الأمريكيين الأفارقة و0.09% من الأمريكيين الأصليين و2.67% من الأمريكيين ذوي الأصول الآسيوية و1.72% من الأعراق الأخرى و2.20% من عرقين مختلطين أو أكثر و3.32% من الهسبانيون أو اللاتينيون من أي عرق.
بلغ عدد الأسر 989 أسرة كانت نسبة 29.8% منها لديها أطفال تحت سن الثامنة عشر تعيش معهم، وبلغت نسبة الأزواج القاطنين مع بعضهم البعض 35.1% من أصل المجموع الكلي للأسر، ونسبة 20.2% من الأسر كان لديها معيلات من الإناث دون وجود شريك،  بينما كانت نسبة 3.1% من الأسر لديها معيلون من الذكور دون وجود شريكة وكانت نسبة 41.6% من غير العائلات. تألفت نسبة 36.9% من أصل جميع الأسر من عدة أفراد يعيشون في نفس المنزل ونسبة 17.1% كانت تتألف من شخص يعيش بمفرده يبلغ من العمر 65 عاماً أو أكثر. وبلغ متوسط حجم الأسرة المعيشية 2.26، أما متوسط حجم العائلات فبلغ 2.97.
بلغ العمر الوسطي للسكان 39.2 عاماً. وكانت نسبة 23.6% من القاطنين تحت سن الثامنة عشر، وكانت نسبة 10% بين الثامنة عشر والرابعة والعشرين عاماً، ونسبة 23.1% كانت واقعةً في الفئة العمرية ما بين الخامسة والعشرين والرابعة والأربعين عاماً، ونسبة 23.4% كانت ما بين الخامسة والأربعين والرابعة والستين، ونسبة 19.8% كانت ضمن فئة الخامسة والستين عاماً فما فوق. وتوزع التركيب الجنسي للسكان بنسبة 44.6% ذكور و55.4% إناث.